# Dompierre-les-Ormes
Dompierre-les-Ormes ist eine französische Gemeinde mit 883 Einwohnern (Stand 1. Januar 2022) im Département Saône-et-Loire in der Region Bourgogne-Franche-Comté. Die Gemeinde befindet sich im Arrondissement Mâcon und gehört zum Kantons La Chapelle-de-Guinchay.

## Geographie
Dompierre-les-Ormes liegt in einem bewaldeten Gebiet, das als der Schweizer Klein von Mâcon bekannt ist. Im Gemeindegebiet liegt ferner der Mont Saint-Cyr.

## Bevölkerungsentwicklung
| Jahr      | 1962 | 1968 | 1975 | 1982 | 1990 | 1999 | 2007 | 2009 | 2011 |
| Einwohner | 770  | 909  | 866  | 844  | 833  | 792  | 815  | 922  | 952  |

## Sehenswürdigkeiten
- Das Arboretum de Pézanin, eines der reichsten in Frankreich, und sein See.
- La Galerie Européenne de la Forêt et du Bois (Europäische Galeriewald und Holz), einzigartiger Holzmesseplatz in Europa
- Das Schloss Audour. Alphonse de Lamartine beschrieb es als „Karawanserei Osten“[1]
- Die Ortschaft Meulin (1965 mit Dompierre-les-Ormes fusioniert), 909 als Mediolanensis ager erwähnt, aber wohl keltischen Ursprungs, mit romanischer Kirche

## Partnergemeinde
- Velké Popovice, Tschechien

## Persönlichkeiten
- Philippe Malaud (1925–2007), Diplomat, französischer Minister und Bürgermeister Dompierre-les-Ormes.